# 17P/Holmes
17P/Holmes – kometa okresowa odkryta przez Edwina Holmesa w 1892 roku, należąca do rodziny Jowisza.

## Odkrycie

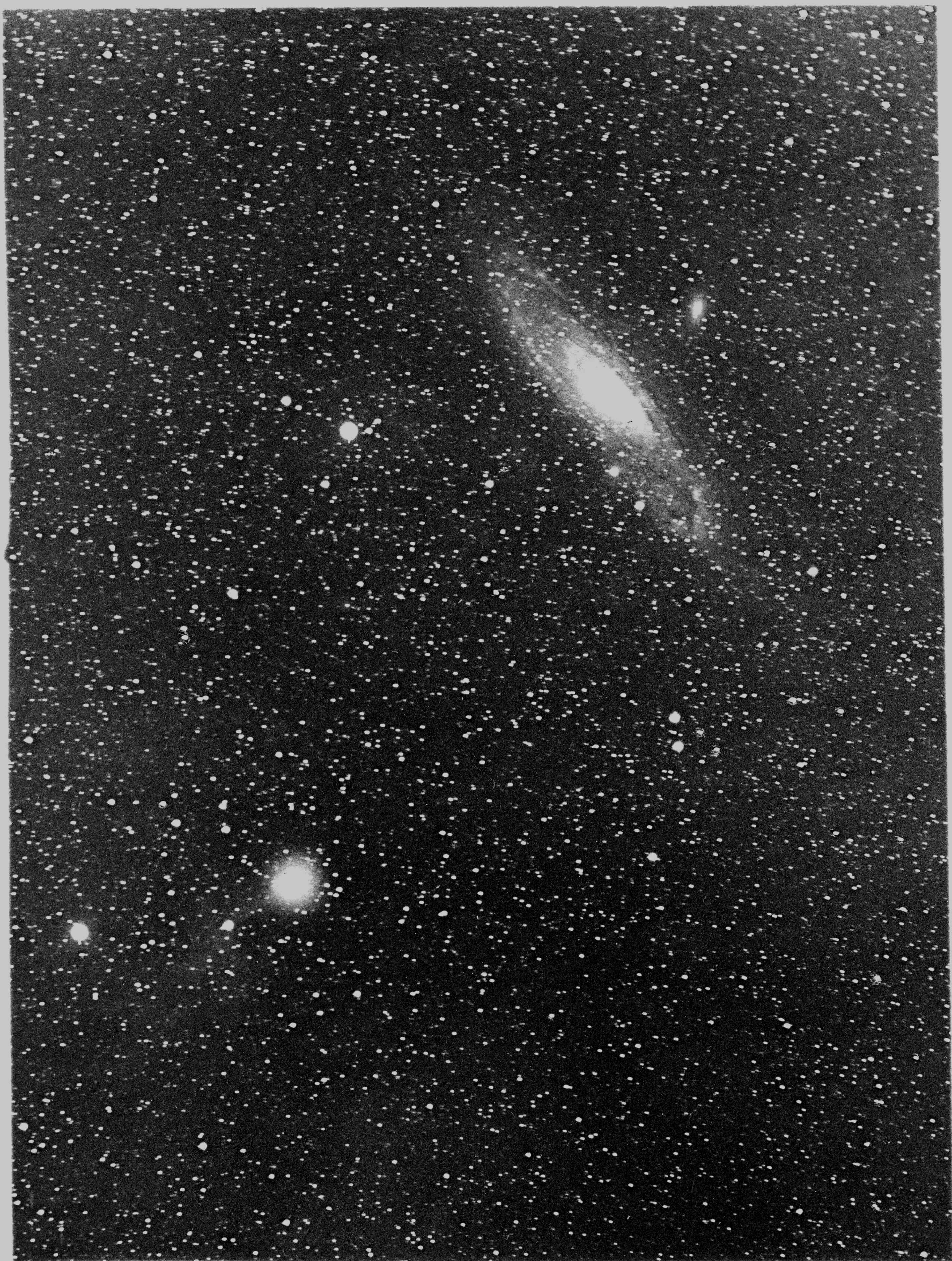
Kometa 17P/Holmes na kliszy z 1892 roku

Kometa ta została odkryta przez brytyjskiego astronoma amatora Edwina Holmesa w nocy z 6 na 7 listopada 1892 roku w czasie jej nagłego pojaśnienia. Odkrycie to nastąpiło, gdy kometa znajdowała się w pobliżu Galaktyki Andromedy. Dokładne wyznaczenie pozycji tego obiektu nastąpiło jednak dopiero po północy, dlatego za oficjalną datę odkrycia uznano 7 listopada. Przez resztę listopada 1892 kometa widoczna była gołym okiem.

## Orbita komety
Orbita komety 17P/Holmes ma kształt elipsy o mimośrodzie 0,43. Jej peryhelium znajduje się w odległości 2,06 j.a., aphelium zaś 5,18 j.a. od Słońca. Jej okres obiegu wokół Słońca wynosi 6,89 roku, nachylenie do ekliptyki to ok. 19,09˚.

## Właściwości fizyczne
Jest to stosunkowo mało aktywna kometa o krótkim czasie obiegu, zaliczana do rodziny Jowisza. Jej jądro ma wielkość ok. 3,4 km.

### Obserwacje w 2007 roku
Podczas swego zbliżenia do Słońca (2007) nastąpił znaczny, raptowny i niespodziewany wzrost jasności 17P/Holmes. W nocy z 24/25 października obserwatorzy informowali o osiągnięciu przez nią względnej jasności 2,6m. Była ona zatem widoczna gołym okiem jako „żółtawa, otoczona lekką mgiełką gwiazda” w gwiazdozbiorze Perseusza i przemieszczała się powoli na tle tej konstelacji. Przyczyną nagłego pojaśnienia komety mogła być gwałtowna erupcja na jej powierzchni podobna do erupcji z 1892 roku, która umożliwiła odkrycie tego obiektu.
Podczas obserwacji za pomocą instrumentów astronomicznych wyraźnie widać było dużą komę, która otaczała małe jądro komety. W tamtym momencie ciało to było największym obiektem w Układzie Słonecznym, średnica komy była większa od średnicy Słońca.